# 藤村喜美子
藤村喜美子（ふじむらきみこ、Kimiko Fujimura）は洋画家。東京都生まれ。現在は、ニューヨーク在住。

## 経歴
1965年、若くして芸術新潮が選ぶ「日本現代アート女流画家5人」の一人となる。1968年にはニューヨークへと移り住み、個展、展覧会で精力的に作品を発表。建築家、ピーター・マリノとのコラボレーションも多く、ジョルジオ・アルマーニ邸（ミラノ）の壁画やニューヨークのヴァレンティノショールームも担当している。
2003年より、スイスのチューリッヒにあるマネー美術館にて、30点以上が永久保存、常設展示されている。
近年では、ニューヨークで開催されたカウ・パレード（2000年）、フローレンス・ビエンナーレ（2007年）等に作品を出展している。
彫刻家のイサム・ノグチを始め、ジャンルを問わず、多くの著名アーティストとの親交も深い。

## 代表作
- シリーズ『コズモス』（1999年-2006年）